# Bokeem Woodbine
Bokeem Woodbine (Nueva York, 13 de abril de 1973) es un actor estadounidense de cine y televisión.

## Filmografía

### Cine
| Año  | Título                                        | Papel                          | Notas                   |
| ---- | --------------------------------------------- | ------------------------------ | ----------------------- |
| 1993 | Strapped                                      | Diquan Mitchell                | Telefilme               |
| 1994 | Crooklyn                                      | Richard                        |                         |
| 1994 | Jason's Lyric                                 | Joshua Alexander               |                         |
| 1995 | Panther                                       | Tyrone                         |                         |
| 1995 | Dead Presidents                               | Staff Sgt. Cleon               |                         |
| 1996 | Freeway                                       | Chopper                        |                         |
| 1996 | The Rock                                      | Gunnery Sergeant Crisp         |                         |
| 1996 | The Elevator                                  | Malcolm                        |                         |
| 1997 | Gridlock'd                                    | Mud                            |                         |
| 1998 | Caught Up                                     | Daryl Allen                    |                         |
| 1998 | The Big Hit                                   | Crunch                         |                         |
| 1998 | Almost Heroes                                 | Jonah                          |                         |
| 1999 | Wishmaster 2: Evil Never Dies                 | Mr. Farralon                   | Directamente para video |
| 1999 | Life                                          | Can't Get Right                |                         |
| 1999 | The Runner                                    | 477                            |                         |
| 1999 | It's the Rage                                 | Agee                           |                         |
| 2000 | Sacrifice                                     | Agente Gottfried               | Telefilme               |
| 2000 | BlackMale                                     | Jimmy Best                     |                         |
| 2001 | 3000 Miles to Graceland                       | Benjamin Franklin              |                         |
| 2001 | The Road to Graceland                         | Franklin (voz)                 | Cortometraje            |
| 2001 | The Breed                                     | FBI Agent Steve Grant          |                         |
| 2002 | Run for the Money                             | Rock                           |                         |
| 2003 | Detonator                                     | Jack Forrester                 |                         |
| 2003 | Jasper, Texas                                 | Khalid X                       | Telefilme               |
| 2004 | Ray                                           | Fathead Newman                 |                         |
| 2005 | The Circle                                    | Cop                            |                         |
| 2005 | Blood of a Champion                           | Shadow                         | Directamente para video |
| 2005 | Edmond                                        | Prisoner                       |                         |
| 2006 | 18 Fingers of Death!                          | Billy Buff                     | Directamente para video |
| 2006 | Confessions                                   | Miles Adams                    |                         |
| 2006 | The Champagne Gang                            | Rock Star                      |                         |
| 2007 | The Last Sentinel                             | Anchilles                      |                         |
| 2008 | The Poker House                               | Duval                          |                         |
| 2008 | The Fifth Commandment                         | Miles Templeton                |                         |
| 2009 | Black Dynamite                                | Black Hand Jack                |                         |
| 2009 | A Day in the Life                             | Bam Bam                        |                         |
| 2009 | The Butcher                                   | Chinatown Pete                 |                         |
| 2009 | Three Bullets                                 | Bo                             | Cortometraje            |
| 2010 | Devil                                         | Guard                          |                         |
| 2010 | Across the Line: The Exodus of Charlie Wright | Miller                         | Directamente para video |
| 2011 | Little Murder                                 | Lipp                           |                         |
| 2011 | Flesh Wounds                                  | Jackie                         | Telefilme               |
| 2011 | License to Reproduce                          | Agente de la DEA Troy Peterson | Cortometraje            |
| 2012 | Total Recall                                  | Harry                          |                         |
| 2012 | Letting Go                                    | Mark                           |                         |
| 2013 | Caught on Tape                                | Tyrone                         |                         |
| 2013 | The Host                                      | Nate                           |                         |
| 2013 | Five Thirteen                                 | Nestor                         |                         |
| 2013 | Riddick                                       | Moss                           |                         |
| 2013 | 1982                                          | Scoop                          |                         |
| 2013 | They Die by Dawn                              | Bill Pickett                   |                         |
| 2014 | For Love or Money                             | Jacoby                         |                         |
| 2014 | Jarhead 2: Field of Fire                      | Danny Kettner                  | Directamente para video |
| 2014 | Guardian Angel                                | Detective Jackson              |                         |
| 2014 | The Fright Night Files                        | Isaiah                         | Telefilme               |
| 2015 | AWOL72                                        | Myron                          |                         |
| 2015 | The Night Crew                                | Crenshaw                       |                         |
| 2017 | Spider-Man: Homecoming                        | Herman Schultz / Shocker #2    |                         |
| 2018 | Billionaire Boys Club                         | Tim Pitt                       |                         |
| 2018 | Overlord                                      | Sgt. Rensin                    |                         |
| 2019 | In the Shadow of the Moon                     | Maddox                         |                         |
| 2019 | Queen & Slim                                  | Uncle Earl                     |                         |
| 2020 | Spenser Confidential                          | Driscoll                       |                         |
| 2021 | Ghostbusters: Afterlife                       | Sheriff Sherman Domingo        |                         |
| 2022 | The Inspection                                | Leland Laws                    |                         |
| 2023 | Earth Mama                                    | Paul                           |                         |
| 2023 | Old Dads                                      | Mike Richards                  |                         |

### Televisión
| Año       | Título                       | Papel                       | Notas                                                   |
| --------- | ---------------------------- | --------------------------- | ------------------------------------------------------- |
| 1993      | CBS Schoolbreak Special      | Steve Newberg               | Episodio: "Love Off Limits"                             |
| 1995      | The X-Files                  | Sammom Roque                | Episodio: "The List"                                    |
| 1997      | New York Undercover          | Mobster                     | Episodio: "No Place Like Hell"                          |
| 1999      | The Sopranos                 | Massive Genius              | Episodio: "A Hit Is a Hit"                              |
| 2000      | Battery Park                 | Detective Derek Finley      | Elenco principal                                        |
| 2000      | Soul Food                    | Detective Conrad            | Episodio: "Bad Luck"                                    |
| 2000      | City of Angels               | Dr. Damon Bradley           | Elenco recurrente: Temporada 2                          |
| 2002      | Sniper 2                     | Sargento B. Jack Cole       | Coprotagonista                                          |
| 2003      | Fastlane                     | Super G.                    | Episodio: "Overkill"                                    |
| 2004      | CSI: Miami                   | Byron 'B-Slick' Middlebrook | Episodio: "Pro Per"                                     |
| 2005      | Bones                        | Randall Hall                | Episodio: "The Man in the Wall"                         |
| 2006      | The Evidence                 | Chaz Roberts                | Episodio: "Stringers"                                   |
| 2006      | Blade: The Series            | Steppin' Razor              | Elenco recurrente                                       |
| 2007      | Shark                        | Willy Tarver                | Episodio: "The Wrath of Khan"                           |
| 2007      | Law & Order: Criminal Intent | Gordon 'G-Man' Thomas       | Episodio: "Flipped"                                     |
| 2007–2009 | Saving Grace                 | Leon Cooley                 | Elenco principal: Temporada 1-2, Invitado: Temporada 3  |
| 2011–2012 | Southland                    | Officer Jones               | Elenco recurrente: Temporada 3-4                        |
| 2013      | Payday                       | Simmons                     | Episodio: "The Elephant"                                |
| 2015      | Battle Creek                 | Devin                       | Episodio: "Old Wounds"                                  |
| 2015      | Chicago P.D.                 | Derek Keyes                 | Episodio: "Life Is Fluid"                               |
| 2015      | Life in Pieces               | Officer Wood                | Episodio: "Sleepy Email Brunch Tree"                    |
| 2015–2020 | Fargo                        | Mike Milligan               | Elenco recurrente: Temporada 2, Invitado: Temporada 4   |
| 2016      | Drunk History                | George Washington           | Episodio: "Hamilton"                                    |
| 2017      | Underground                  | Daniel                      | Elenco recurrente: Temporada 2                          |
| 2017      | Snowfall                     | Knees                       | Episodio: "A Long Time Coming"                          |
| 2018      | Unsolved                     | Officer Daryn Dupree        | Elenco principal                                        |
| 2019–2023 | Wu-Tang: An American Saga    | Jerome                      | Elenco recurrente: Temporada 1-2, Invitado: Temporada 3 |
| 2022–2024 | Halo                         | Soren-066                   | Elenco principal                                        |
| 2024      | Ripley                       | Alvin McCarron              | Miniserie, 2 episodios                                  |